# NBA Clutch Player of the Year
Le NBA Clutch Player of the Year Award est une récompense décernée à un joueur de la National Basketball Association (NBA), désigné comme le plus clutch, qui permet à son équipe de gagner en étant décisif dans les dernières minutes du match. Le trophée est décerné depuis la saison 2022-2023 et porte le nom de Jerry West, qui avait la réputation d’être un joueur décisif lorsqu’il a joué pour les Lakers de Los Angeles pendant toute sa carrière de 1960 à 1974.
De'Aaron Fox a remporté le premier titre inaugural en 2023.
C'est Jalen Brunson qui remporte en dernier la récompense en 2025.

## Palmarès
| Joueur | Joueur étant toujours en activité à la NBA. |

| Saison    | Joueur        | Nationalité | Équipe                   | Réf.  |
| --------- | ------------- | ----------- | ------------------------ | ----- |
| 2022-2023 | De'Aaron Fox  | États-Unis  | Kings de Sacramento      | [ 3 ] |
| 2023-2024 | Stephen Curry | États-Unis  | Warriors de Golden State | [ 5 ] |
| 2024-2025 | Jalen Brunson | États-Unis  | Knicks de New York       | [ 4 ] |